# Salcia (Prahova)
Salcia is een Roemeense gemeente in het district Prahova.
Salcia telt 1198 inwoners.